# Andrena canohirta
Andrena canohirta är en biart som först beskrevs av Heinrich Friese 1923.  Andrena canohirta ingår i släktet sandbin, och familjen grävbin. Inga underarter finns listade i Catalogue of Life.